# نيكولاس فرينش
نيكولاس فرينش (بالإنجليزية: Nicholas French)‏ هو قسيس وكاتب أيرلندي، ولد في 1604 في ويكسفورد في جمهورية أيرلندا، وتوفي في 23 أغسطس 1678 في غنت في بلجيكا.